# FC Shurtan Guzar
O FC Shurtan Guzar é um clube de futebol uzbeque com sede em G‘uzor. A equipe compete no Campeonato Uzbeque de Futebol.

## História
O clube foi fundado em 1994.